# Équipe de France masculine espoir de kayak-polo
Pour les articles homonymes, voir Équipe de France de kayak-polo et Équipe de France.
L'équipe de France espoir de kayak-polo est l'équipe masculine espoir qui représente la France dans les compétitions majeures de kayak-polo.
Elle est constituée par une sélection des meilleurs joueurs français âgés de moins de 21 ans sous l'égide de la Fédération française de canoë-kayak.

## Joueurs actuels
| Numéro | Nom              | Club                                    | Date de naissance |
| ------ | ---------------- | --------------------------------------- | ----------------- |
| 2      | Baptiste Cotta   | Montpellier Université Club Canoë Kayak | 3 décembre 1993   |
| 1      | Matthieu Deletre | ASCPA CK Strasbourg                     | 17 septembre 1993 |
| 5      | Jérémy Escaffre  | Canoë Kayak Club de l'île Robinson      | 10 avril 1993     |
| 7      | Emmanuel Hirbec  | Canoë Kayak Club Acigné                 | 20 juin 1994      |
| 6      | Guillaume Morin  | Canoë-club d'Avranches                  | 16 janvier 1995   |
| 8      | Willem Pollet    | Club de Canoë-Kayak de Pont d'Ouilly    | 20 mai 1997       |
| 3      | Alexis Reigne    | Montpellier Université Club Canoë Kayak | 14 mai 1994       |
| 4      | Benoît Richer    | Canoë Kayak Club Acigné                 | 9 juin 1994       |